# 二型鳞毛蕨
二型鳞毛蕨（学名：Dryopteris cochleata）为鳞毛蕨科鳞毛蕨属下的一个种。